# Musique (gruppo musicale)
I Musique sono stati un gruppo musicale statunitense ideato da Patrick Adams e principalmente noto per il singolo In the Bush del 1978. Era composto da Christine Wiltshire, Angela Howell, Gina Taylor Pickens, Mary Seymour Williams e Jocelyn Brown.

## Carriera
Registrato originariamente come un progetto a basso costo ai Blank Tape Studios di Bob Blank a New York (la sessione di registrazione fu completata in quattro ore), l'album d'esordio dei Musique, chiamato Keep on Jumpin, conteneva solo quattro brani: Keep on Jumpin, Summer Love, In the Bush e Summer Love Theme. A causa del testo apertamente sessuale, molte stazioni radio censurarono In the Bush quando fu pubblicata, e la diffusione limitata le fece raggiungere solo la posizione numero 58 della Billboard Hot 100, anche se arrivò in cima alla Dance Club Songs insieme al secondo singolo Keep on Jumpin'. L'album di debutto dei Musique raggiunse il 62º posto della classifica Billboard 200.
Nel loro secondo disco, Musique II, fu il brano Love Massage a riscuotere il maggior successo nelle discoteche, ma non riuscì a sfondare nel mercato R&B e in quello pop.

## Discografia

### Album in studio
- 1978 - Keep On Jumpin (Prelude Records)
- 1979 - Musique II (CBS Records)